# Akubra

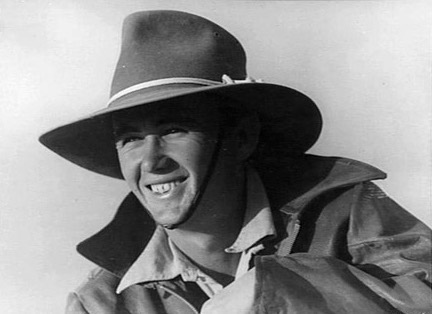
Kapelusz typu akubra

Akubra – australijska firma kapelusznicza znana przede wszystkim z produkcji kapeluszy o tej samej nazwie. Wykonywane z filcu pochodzącego z króliczego podszerstka akubry są jednymi z najbardziej rozpoznawalnych przedmiotów kojarzących się z Australią.
Nazwa „akubra” wywodzi się prawdopodobnie od aborygeńskiego słowa oznaczającego „nakrycie głowy”. Początkowo mianem „akubra” nazywano w Australii wszystkie kapelusze w tym fasonie, ale w 1912 słowo „akubra” zostało zarejestrowane jako znak towarowy fabryki Akubra Hat Factory.
Charakterystyczne, wytrzymałe i wodoszczelne kapelusze z szerokim rondem są szczególnie popularne wśród mieszkańców australijskiego buszu, ale nie tylko – znanym wielbicielem i popularyzatorem akubry poza Australią jest Tim Fischer, były australijski polityk, a obecnie (2010) ambasador w Stolicy Apostolskiej.

## Historia fabryki
W 1872 przybyły na Tasmanię angielski kapelusznik Benjamin Dunkerley zaprojektował maszynę do oddzielania podszerstka z króliczej skóry. Na początku XX wieku Dunkerley przeniósł się do Sydney, gdzie założył małą fabrykę kapeluszy. W 1911 rodzinna fabryka Dunkerley Hat Mills Ltd zatrudniała 19 pracowników. W 1912 zarejestrowano nazwę towarową „Akubra”. Produkowane przez firmę kapelusze stawały się coraz bardziej popularne i firma została przeniesiona do większych budynków mieszczących się przy Bourke Street, zwiększając produkcję i poszerzając asortyment. W czasie I wojny światowej Akubra produkowała tzw. slouch hat, miękkie kapelusze z zaginanym rondem, dla armii australijskiej.
Po śmierci założyciela firmy w 1925 roku kierownictwo firmą przejął Stephen Keir I, który wcześniej (w 1905 roku), poślubił córkę Dunkerleya. Od tego czasu firma znajduje się w rękach rodziny Keirów. W 1974 roku Akubra Hat Factory została przeniesiona do Kempsey w Nowej Południowej Walii, gdzie znajduje się do dziś.